# Багачанский-Первый сельский совет
Багачанский-Первый сельский совет (укр. Багачанська Перша сільська рада) — входит в состав Великобагачанского района Полтавской области Украины.
Административный центр сельского совета находится в с. Богачка-Первая.

## История
- 1919 — дата образования.

## Населённые пункты совета
- с. Богачка-Первая
- с. Пушкарево
- с. Семеновка
- с. Широкое